# فوتو الاستیسیته

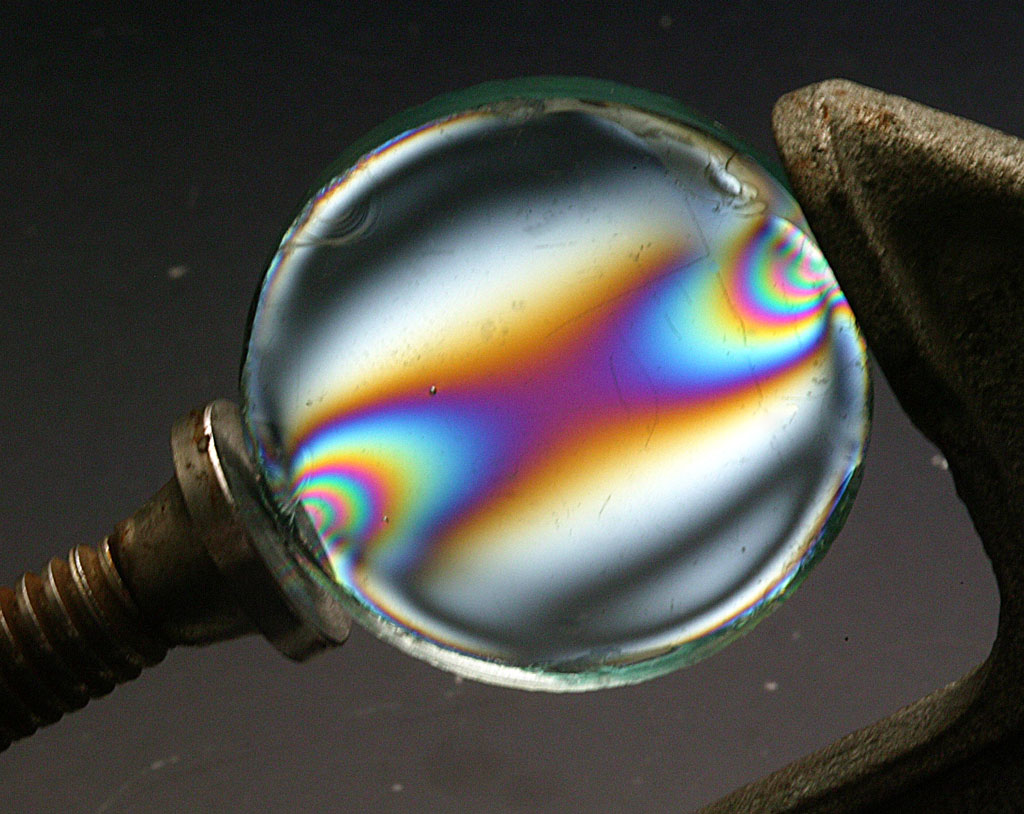

فوتو اِلاستیسیته (به انگلیسی: Photoelasticity) تغییر خصوصیات اپتیکی ماده تحت تغییر شکل مکانیکی را توصیف می‌کند. این خاصیت تمام محیط‌های دی الکتریک است و اغلب برای تعیین تجربی توزیع تنش در یک ماده استفاده می‌شود. آزمایش فوتوالاستیک، (همچنین فتوالاستیسیته نیز نامیده می‌شود) یک ابزار مهم برای تعیین نقاط تنش بحرانی در یک ماده میباشد و برای تعیین غلظت استرس در هندسه نامنظم استفاده می‌شود.

## تاریخچه
پدیده فوتو الاستیک اولین بار توسط دیوید بروستر ، فیزیکدان اسکاتلندی کشف شد. چارچوب‌های آزمایشی در ابتدای قرن بیستم با آثار EG Coker و LNG Filon از دانشگاه لندن توسعه یافت. کتاب آنها رساله ای در مورد خاصیت ارتجاعی، که در سال ۱۹۳۰ توسط کمبریج پرس منتشر شد، به یک متن استاندارد در این زمینه تبدیل شد. با پیشرفت و اصلاحات در این فناوری، آزمایش‌های فتولاستیک برای تعیین حالت‌های سه بعدی تنش گسترش یافت. به موازات تحولات تکنیک‌های تجربی، اولین توصیف پدیدارشناختی فوتو الاستیسیته در سال ۱۸۹۰ توسط فردریش پوکلز ارائه شد. اما این تقریباً یک قرن بعد توسط نلسون و لاکس کامل شد زیرا توصیف پاکلز فقط اثر فشار مکانیکی بر خصوصیات اپتیکی ماده را دربر میگیرفت. با ظهور پولاریسکوب دیجیتال (به انگلیسی: polariscope) نظارت مداوم بر ساختارهای تحت بار امکان‌پذیر شد.

## کاربردها
فوتو الاستیسیته برای تجزیه و تحلیل انواع تنش و کرنش استفاده می‌شود. روش پولاریسکوپ دیجیتالی با تهیه تصویر سریع و پردازش داده‌ها، اجازه می‌دهد تا فوتو الاستیسیته در کاربردهای صنعتی مانند کنترل کیفیت فرایند تولید برای موادی مانند شیشه و پلیمر مورد استفاده قرار بگیرد. از از فوتو الاستیسیته در دندانپزشکی برای تجزیه و تحلیل فشار در مواد پروتز استفاده می‌شود.
فوتو الاستیسیتی می‌تواند برای بررسی وضعیت استرس موضعی در سنگ‌تراشی مورد استفاده قرار گیرد. فتوالاستیسیته با عکاسی سرعت بالا برای بررسی رفتار شکستگی در مواد مورد استفاده قرار می‌گیرد.یکی دیگر از کاربردهای مهم آزمایش‌های فوتوالاستیسیته، مطالعه استرس در اطراف شکاف‌های دو ماده است. شکاف دو ماده در بسیاری از سازه‌های مهندسی مانند سازه‌های جوش داده شده وجود دارد

## فرمول‌ها
برای یک ماده دی الکتریک خطی، تغییر در تانسور گذردهی معکوس {\displaystyle \Delta (\varepsilon ^{-1})_{ij}} با توجه به تغییر شکل (شیب جابجایی {\displaystyle \partial _{l}u_{k}}) به صورت زیر شرح داده می‌شود:

{\displaystyle \Delta (\varepsilon ^{-1})_{ij}=P_{ijkl}\partial _{k}u_{l}}
جایی که {\displaystyle P_{ijkl}} تانسور فوتو الاستیستی مرتبه چهارم است، {\displaystyle u_{l}} جابجایی خطی از تعادل است و {\displaystyle \partial _{l}} نشانگر تمایز با توجه به مختصات دکارتی{\displaystyle x_{l}} است. برای مواد همسانگرد، این تعریف به صورت زیر ساده می‌شود:

{\displaystyle \Delta (\varepsilon ^{-1})_{ij}=p_{ijkl}s_{kl}}
جایی که {\displaystyle p_{ijkl}} قسمت متقارن تانسور فوتوالاستیک (تانسور فشار فوتو الاستیک) است، و {\displaystyle s_{kl}} فشار خطی است. قسمت غیر متقارن از {\displaystyle P_{ijkl}} به عنوان ضریب تانسور اپتیکی شناخته می‌شود.
از هر دو تعریف، روشن است که تغییر شکل (تنش و کرنش) ممکن است موجب ایجاد ناهمسانگردی در مواد همسانگرد گردد. اگرچه تانسور فوتوالاستیک متقارن معمولاً با توجه به کرنش مکانیکی تعریف می‌شود، اما بیان کشش فوتوالاستیسیته از نظر تنش مکانیکی نیز امکان‌پذیر است.

## اصول تجربی

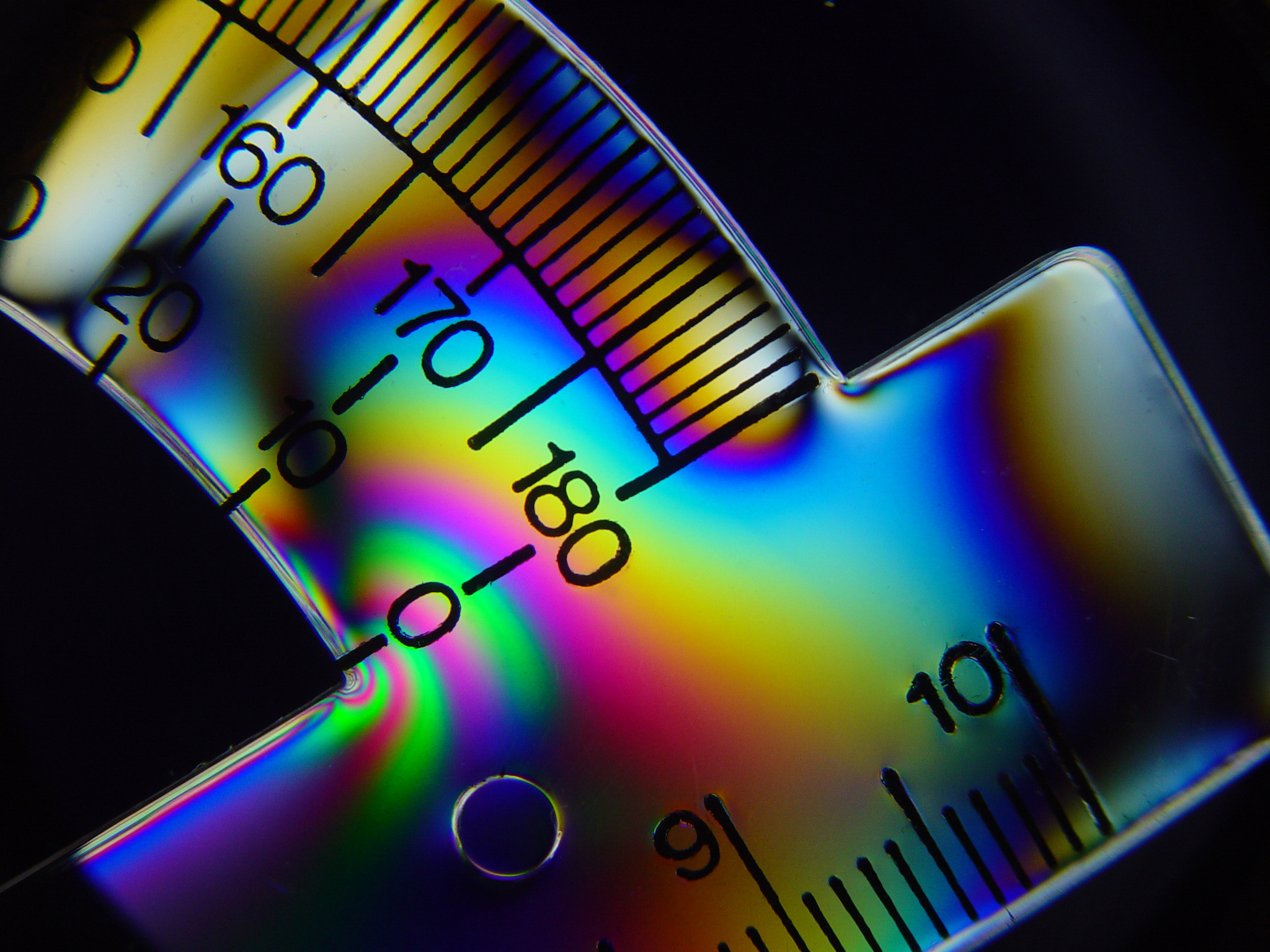
نقاله پلاستیکی پلاریزه
خطوط کششی در نقاله پلاستیکی زیر نور پلاریزه متقاطع دیده می شوند. هنگامی که یک پرتو نور پلاریزه صفحه از یک ماده فوتوالاستیک عبور می کند، در امتداد دو جهت تنش اصلی جدا می شود و هر یک از این اجزا ضرایب شکست متفاوتی را تجربه می کنند.

### تنشوکرنش
دلیل دوشکستی بودن کریستال‌ها خاصیت ناهمسانگردی کریستال‌ها می‌باشد و هر عاملی که نا همسانگردی را در یک کریستال القا کند موجب دوشکستی شدن کریستال خواهد شد. تنش و کرنش نیز از جمله اعمالی هستن که باعث القای نا همسانگردی در مواد الاستیک می‌گردد که این ناهمسانگردی می‌تواند به صورت گذرا وآنی باشد و این ویژگی موجب می‌شود تا تنش و کرنش وارد بر ماده را با استفاده از آزمایش‌هایی اپتیکی اندازه گرفت.

### قانونتنشاپتیکی(بهانگلیسی:Stress Optic Law)
در حالت استرس، می‌توان برای محیط سه محور اصلی استرس تعیین کرد که تغییرات ضریب شکست بر راستای این محورها اتفاق می افتد. رابطه ضریب شکست‌ها با محورهای اصلی استرس به این صورت تعریف می‌شود:
{\displaystyle \mu _{1}-\mu _{0}=c_{1}\sigma _{1}+c_{2}(\sigma _{2}+\sigma _{3})}
{\displaystyle \mu _{2}-\mu _{0}=c_{1}\sigma _{2}+c_{2}(\sigma _{3}+\sigma _{1})}
{\displaystyle \mu _{3}-\mu _{0}=c_{1}\sigma _{3}+c_{2}(\sigma _{1}+\sigma _{2})}
{\textstyle \mu _{0}} ضریب شکست ماده در حالتی است که هیچ استرسی وارد نشده‌است و محیط در حالت همسانگرد است.
{\displaystyle \mu _{1},\mu _{2},\mu _{3}} تغییرات ضریب شکست در هر یک از محورهای اصلی استرس محیط است و {\displaystyle c_{1},c_{2}} مقادیر ثابت هستند که به جنس ماده بستگی دارند.
{\displaystyle \sigma _{1},\sigma _{2},\sigma _{3}} ضرایب استرس مربوط به هر یک از محور های اصلی ماده میباشد.
از تعریف‌های بالا می‌توانیم به این نتایج برسیم:
{\displaystyle \mu _{1}-\mu _{2}=c(\sigma _{1}-\sigma _{2})}
{\displaystyle \mu _{2}-\mu _{3}=c(\sigma _{2}-\sigma _{3})}
{\displaystyle \mu _{1}-\mu _{3}=c(\sigma _{1}-\sigma _{3})}
{\displaystyle c=c_{1}-c_{2}}
فرمول‌های بالا اختلاف دو به دو ضریب شکست سه محور اصلی استرس را نشان می‌دهد.
در حالتی که {\displaystyle \sigma _{1},\sigma _{2},\sigma _{3}} مقادیر غیر صفر و غیر یکسانی داشته باشند به آن محیط سه محوری یا triaxial گفته می‌شود
اگر {\displaystyle \sigma _{3}=0} باشد محیط دو محوری یا biaxial خواهد بود
و در محیط‌های تک محوری یا uniaxial {\displaystyle \sigma _{3}=\sigma _{2}=0} می‌باشد.
اگر نور با قطبش خطی را بر روی تیغه فوتوالاستیک دو محور تابیده شود به نحوی که جهت قطبش روی هر دو محور استرس کریستال مولفه داشته باشد در این حالت بین دو مولفه نوری تجزیه شده در محورهای استرس اختلاف راه به وجود می آید.
{\displaystyle \Delta =2\pi c/\lambda [\mu _{1}-\mu _{2}]d=2\pi c/\lambda (\sigma _{1}-\sigma _{2})d}
ضرایب استرین به صورت 
{\displaystyle \sigma _{1}-\sigma _{2}=mf_{\sigma }/d}
{\displaystyle f_{\sigma }=\lambda /c}
تعریف میشود که به قانون تنش اپتیکی معروف است.

### قانون کرنش اپتیکی(بهانگلیسی:strain optic law)
وقتی ماده فوتوالاستیسیته تحت بار دچار تغییر شکل میشود به آن استرین یا کرنش میگویند
ضرایب کرنش ماده به صورت زیر تعریف میشود:
{\displaystyle \epsilon _{1}=1/E(\sigma _{1}-V\sigma _{2})}
{\displaystyle \epsilon _{2}=1/E(\sigma _{2}-V\sigma _{1})}
که E مودول یانگ(به انگلیسی: Young’s modulus) و V ضریب پواسون (به انگلیسی: Poisson ratio) میباشد
و برای قانون تنش اپتیکی داریم:
{\displaystyle \epsilon _{1}-\epsilon _{2}=mf_{\epsilon }/d}

## روش های آنالیز
برای اندازه گیری تنش و کرنش ماده از چیدمانی به اسم پولاریسکوپ استفاده میشود
که شامل دو قطبشگر خطی میباشد و در پشت و جلو ماده فوتوالاستیک قرار میگیرد و در خروجی طرح روشن و تاریک به دلیل اختلاف راه ایجاد شده توسط استرس تشکیل میشود.

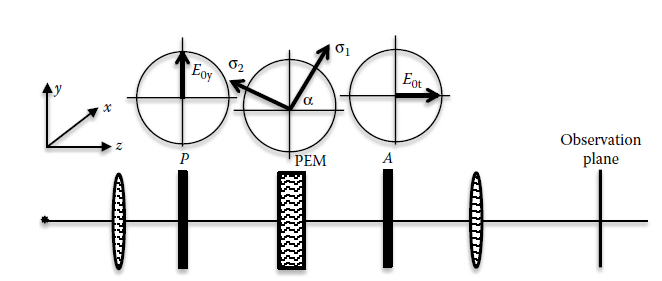
چیدمان پولاریسکوپ تخت

### پلاریسکوپ تخت(بهانگلیسی:Plane Polariscope)
در چیدمان پلاریسکوپ تخت، نور ابتدا از یک قطبشگر عبور کرده و سپس با ماده فتوالاستیک برخورد میکند و بسته به اینکه تیغه نمونه فوتوالاستیک، عبوری باشد یا بازتابی قطبشگر دوم به ترتیب در امتدا قطبشگر اول و تیغه نمونه و یا در راستای پرتوی بازتابی از تیغه قرار میگیرد و قطبش نور در جهت های محور های اصلی ماده تجزیه میشود. در نهایت بر روی پرده تصویر، کانتور حاصل از تنش و کرنش بر تیغه را خواهیم داشت. 
بسته به اینکه جهت های قطبش دو قطبشگر نسبت به هم عمود باشند یا موازی طرح کانتور تاریک و روشن میتواند باهم جایگزین شود.
شدت خروجی از این چیدمان به این صورت است:
{\displaystyle I_{t}(\delta )=I_{0}\sin ^{2}2\alpha sin^{2}[\pi (\sigma _{1}-\sigma _{2})d/f_{\sigma }]}

#### ایزو کلینیک و ایزوکروماتیک

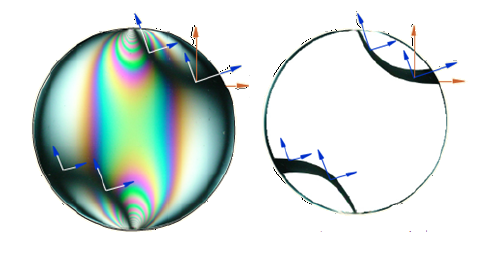

طرح حاصل از چیدمان پلاریسکوپ تخت به صورت ترکیبی فرانژ های تاریک و روشن و فرانژ های رنگی خواهد بود
که فرانژ های تاریک و روشن تک رنگ را ایزوکلنیک میگوند و فرانژ های رنگی را ایزو کروماتیک میگویند.
فرانژ های ایزوکلینیک با تغییر زاویه α تغییر میکند و فرانژ ها ایزوکروماتیک با تغییر {\displaystyle [\pi (\sigma _{1}-\sigma _{2})d/f_{\sigma }]}
تغییر خواهند کرد.

### پلاریسکوپ دایروی:(بهانگلیسی:Circular Polariscope)
برای بررسی بهتر فرانژ های ایجاد شده میتوان به وسیله چیدمان پلاریسکوپ دایروی فرانژ های ایزوکلنیک رو حذف کنیم.
این چیدمان شامل دو قطبشگر و دو تاخیر دهنده موج میباشد به نحوی که نور فرودی پس از عبور از قطبش گر خطی از تیغه تاخیر دهنده موج عبور میکند و قطبش دایروی به خود میگیرد سپس از نمونه فوتوالاستیک عبور کرده و قطبش های آن در جهت محور های اصلی استرس ماده تجزیه میشود و سپس از یک تیغه تاخیر دهنده موج عبور کرده و قطبش خطی به خود میگیرد و در نهایت با عبور از قطبشگر طرح فرانژ های ایزوز کروماتیک بر روی پرده حاصل میشود.
حالت های قرار گرفتن قطبشگر ها و تیغه های تاخیر دهنده موج نسبت بهم میتواند به چهار صورت باشد و طرح فرانژ های حاصل بر اساس این حالت ها بوجود می آید.Introduction to Optical Metrology (book)

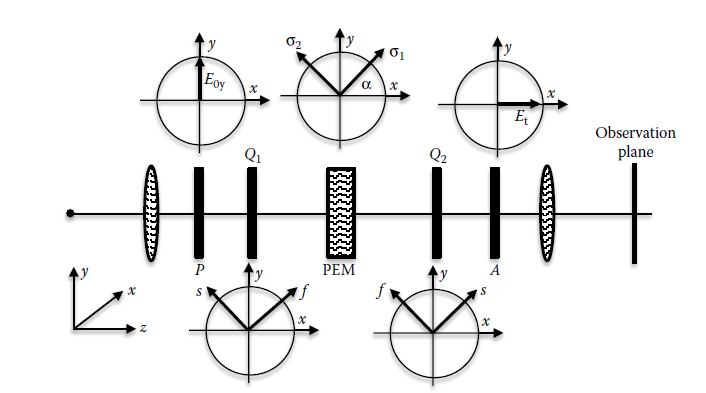
چیدمان پلاریسکوپ دایروی

| Field  | Quarter-Wave Plates Axes | Polarizer and Analyzer Axes | Configuration |
| ------ | ------------------------ | --------------------------- | ------------- |
| Dark   | Parallel                 | Parallel                    | 1             |
| Bright | Crossed                  | Parallel                    | 2             |
| Bright | Parallel                 | Crossed                     | 3             |
| Dark   | Crossed                  | Crossed                     | 4             |